# Benjamin Vautier (Maler, 1895)
Benjamin Vautier, auch Benjamin Vautier der Jüngere genannt (* 29. Dezember 1895 in Genf; † 2. Februar 1974 ebenda), war ein Schweizer Landschafts- und Stilllebenmaler.

## Leben
Benjamin Vautier war ein Sohn des Malers Otto Vautier aus dessen Ehe mit Louise Marie, geborene Schnell. Sein Grossvater war der bekannte Genremaler Benjamin Vautier, sein älterer Bruder, Otto Vautier der Jüngere (1893–1918), wurde ebenfalls Maler.
Vautier malte vor allem Landschaften und Stillleben, jedoch auch Interieurdarstellungen und Porträts. Er schuf Aquarelle, Gouachen, Illustrationen, Lithografien, Ölmalerei sowie Malerei in weiteren Techniken.